# Emeka Ifejiagwa
Emeka Ifejiagwa (* 30. Oktober 1977 in Aba) ist ein ehemaliger nigerianischer Fußballspieler.

## Karriere
Ifejiagwa spielte in Nigeria in der Jugend von FC Enyimba und Iwuanyanwu NFC Owerri. Er wechselte nach Europa und wagte den Sprung auf die Insel zu Brighton & Hove Albion, später zu Charlton Athletic. Von dort zog es ihn 1999 nach Spanien zu CA Osasuna, bereits nach einem halben Jahr in Spanien wurde der deutsche Bundesligist VfL Wolfsburg auf ihn aufmerksam und heuerte Ifejiagwa in der Winterpause an. Bei den Wölfen konnte er sich nicht durchsetzen, so wurde er nach acht Einsätzen in der Bundesliga an den SV Waldhof Mannheim verliehen, hier lief er in 28 Partien in der 2. Bundesliga auf. Nach einem Jahr kehrte er nach Wolfsburg zurück, spielte aber nur noch im Amateurteam. Anschließend wechselte er in seine Heimat, wo er seine Karriere bei Bendel Insurance ausklingen ließ.